# Shan State Progress Party

Fahne der SSPP/SSA

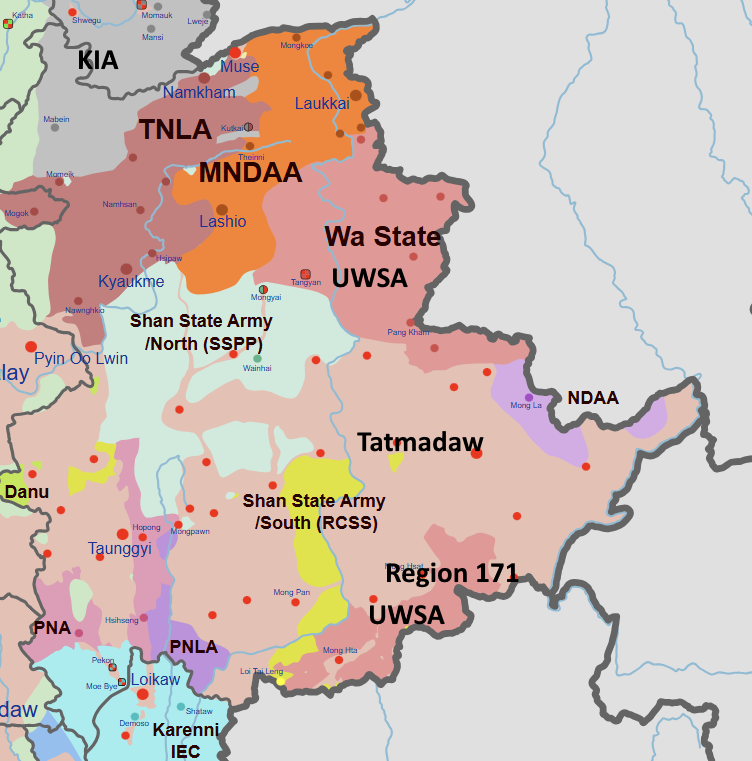
Situation im Shan-Staat 2025

Die Shan State Progress Party (kurz SSPP) ist eine politische Organisation und Partei im Shan-Staat in Myanmar. Sie wurde 1971 als politischer Arm der Shan State Army gegründet. Ihr erster Kongress wurde am 16. August 1971 abgehalten. Sie ist eine von zwei politischen Bewegungen in Myanmar, welche die Autonomie bzw. Unabhängigkeit der Shan-Bevölkerung im Land zum Ziel hat. Die andere Bewegung ist das Restoration Council of Shan State, kurz RCSS. Genauso wie andere Bewegungen von Minderheiten in Myanmar war die SSPP ursprünglich Bestandteil der Kommunistischen Partei Birmas. Nach dem Zerfall der kommunistischen Partei 1989 unterzeichnete die SSPP einen Waffenstillstand mit der Burmesischen Zentralregierung und verwaltete größere Gebiete im Norden des Shan-Staates autonom. In den darauffolgenden Jahren versuchte die Regierung die SSPP zur Aufgabe und zur Integration in den Zentralstaat zu zwingen. Zwei von drei Brigaden der SSPP wurden 2010 in Border Guard Force umgewandelt, nur die Erste Brigade blieb unabhängig. Trotz Waffenstillstand kam es zu schweren Gefechten. Die SSPP unterzeichnete daher das Nationale Waffenstillstandsabkommen zwischen der zivilen Zentralregierung und verschiedenen ethnischen Bürgerkriegsbewegungen 2015 nicht. Die SSPP pflegt enge Kontakte zu den Wa, welche 1989 ebenfalls einen Waffenstillstand unterzeichnet haben und seitdem den Wa-Staat autonom regieren. Auch die Wa waren ursprünglich Teil der kommunistischen Partei. Die Shan State Army-North pflegt enge Beziehungen mit der United Wa State Army (kurz UWSA) und wird von dieser mit Waffen und Munition unterstützt, welche die Wa mit chinesischer Hilfe großteils selber produzieren. Mit dem RCSS gab es dagegen in der Vergangenheit größere militärische Auseinandersetzungen. Die Konflikte halten bis heute (2023) an. Die RCSS unterzeichnete 2015 ein nationales Waffenstillstandsabkommen und versuchte in den darauffolgenden Jahren einen größeren Einfluss in den Gebieten der SSPP im Nordes des Shan-Staates zu erzielen. Auch befand sich die SSPP 2023 im Konflikt mit der Zentralregierung.